# Brachurapteryx hilaris
Brachurapteryx hilaris är en fjärilsart som beskrevs av Thierry-mieg 1892. Brachurapteryx hilaris ingår i släktet Brachurapteryx och familjen mätare. Inga underarter finns listade i Catalogue of Life.